# スイッチング・チャンネル
『スイッチング・チャンネル』（Switching Channels）は、1988年のアメリカ合衆国のコメディ映画。テッド・コッチェフ監督、キャスリーン・ターナー、バート・レイノルズ、クリストファー・リーヴ、ネッド・ビーティ、ヘンリー・ギブソン出演。原作はベン・ヘクトとチャールズ・マッカーサーによる戯曲『フロント・ページ』で、『犯罪都市』、『ヒズ・ガール・フライデー』、『フロント・ページ』に続く4度目の映画化である。

## ストーリー
SNNのニュース専門チャンネルを担当するクリスティ・コレランは、自ら体を張ってリポートを行っていた。だがクリスティは休日なしで働いていたため気がおかしくなり、そんな彼女を見た元夫で上司のジョン・L・サリヴァン4世は休暇を取らせる。クリスティは休暇でリゾートを訪れ、そこで彼女は、ニューヨークのスポーツ用品店を経営するブレイン・ビンガムという男性と出会い恋に落ちる。
相思相愛の仲になった2人は結婚を決意し、クリスティはキャスターを辞めることを報告しにジョンの元へ行く。クリスティが不在のため視聴率が低下したSNN局内では、誰もが彼女の復帰を待ち望んでいた。そのときクリスティが現れジョンと2人で話をし別れたのはジョンが仕事人間だと言う彼女に反論するジョンだが、クリスティから金持ちの男性と結婚してキャスターを辞めると伝えられ焦る。ジョンはクリスティに考え直させようとするが彼女の決意は固く、これからは時間に縛られるレポーターではなく自由な時間が多い朝番組の芸能人インタビュアーになることを宣言する。ジョンは3人で食事を取ることを提案し、行きつけのレストランに向かう。レストランでジョンは本日死刑が執行される悪徳警官を殺した死刑囚のアイク・ロスコーの話をし、クリスティが彼にインタビューして州知事の心を動かせば死刑を回避できると言う。そしてそのためには結婚を遅らせる必要があるとジョンが伝えると、人命を救えるならとブレインは結婚式の期日変更に同意する。クリスティはブレインから説得され渋々受け入れるが、条件としてブレインが経営するスポーツ用品店の商品を購入してSNN局内にジムを造ることを要求し、それを承諾したジョンはクリスティを刑務所に向かわせる。

## キャスト
- クリスティ・コレラン - キャスリーン・ターナー（日本語吹替：小山茉美）
- ジョン・L・サリヴァン4世 - バート・レイノルズ（日本語吹替：安原義人）
- ブレイン・ビンガム - クリストファー・リーヴ（日本語吹替：玄田哲章）
- ロイ・リドニッツ州検事 - ネッド・ビーティ
- アイク・ロスコー - ヘンリー・ギブソン
- シーゲンソーラー - ジョージ・ニューバーン（英語版）（日本語吹替：江原正士）
- バーガー - アル・ワックスマン（英語版）
- ウォーデン・テルウィリガー - ケン・ジェームズ（英語版）
- ザクス - バリー・フラットマン（英語版）
- ティリンジャー - テッド・シモネット
- カーバルホ - アンソニー・シャーウッド
- モードジーニ - ジョー・シルヴァー（英語版）
- 所長 - チャールズ・キンブロー（英語版）
- ジェシカ - モニカ・パーカー
- オブリゴン - アラン・ロイヤル（英語版）

※日本語吹替：地上波放送版

## スタッフ
- 監督：テッド・コッチェフ
- 脚本：ジョナサン・レイノルズ
- 原作：ベン・ヘクト、チャールズ・マッカーサー 『フロント・ページ（英語版）』
- 製作：マーティン・ランソホフ（英語版）
- 製作総指揮：ドン・カーモディ（英語版）
- 撮影監督：フランソワ・プロタ
- プロダクションデザイナー：アン・プリチャード
- 編集：トム・ノーブル
- 衣裳デザイン：メアリー・E・マクロード
- 音楽：ミシェル・ルグラン
- 日本語字幕：戸田奈津子